# Château de Retzhof
Le château de Retzhof est un château autrichien situé dans la commune de Wagna près de Leibnitz en Styrie. Il est classé aux monuments historiques autrichiens.

## Historique
Le château est construit sur le site d'un ancien manoir, au lieu-dit de Leitring, donné en 1318 par l'archevêque de Salzbourg au seigneur féodal Guntherus Leytarn. Après être passé de main en main, le château est restructuré sous sa forme actuelle au XVIe siècle et une chapelle attenante est construite au XVIIIe siècle.

## Architecture et décorations

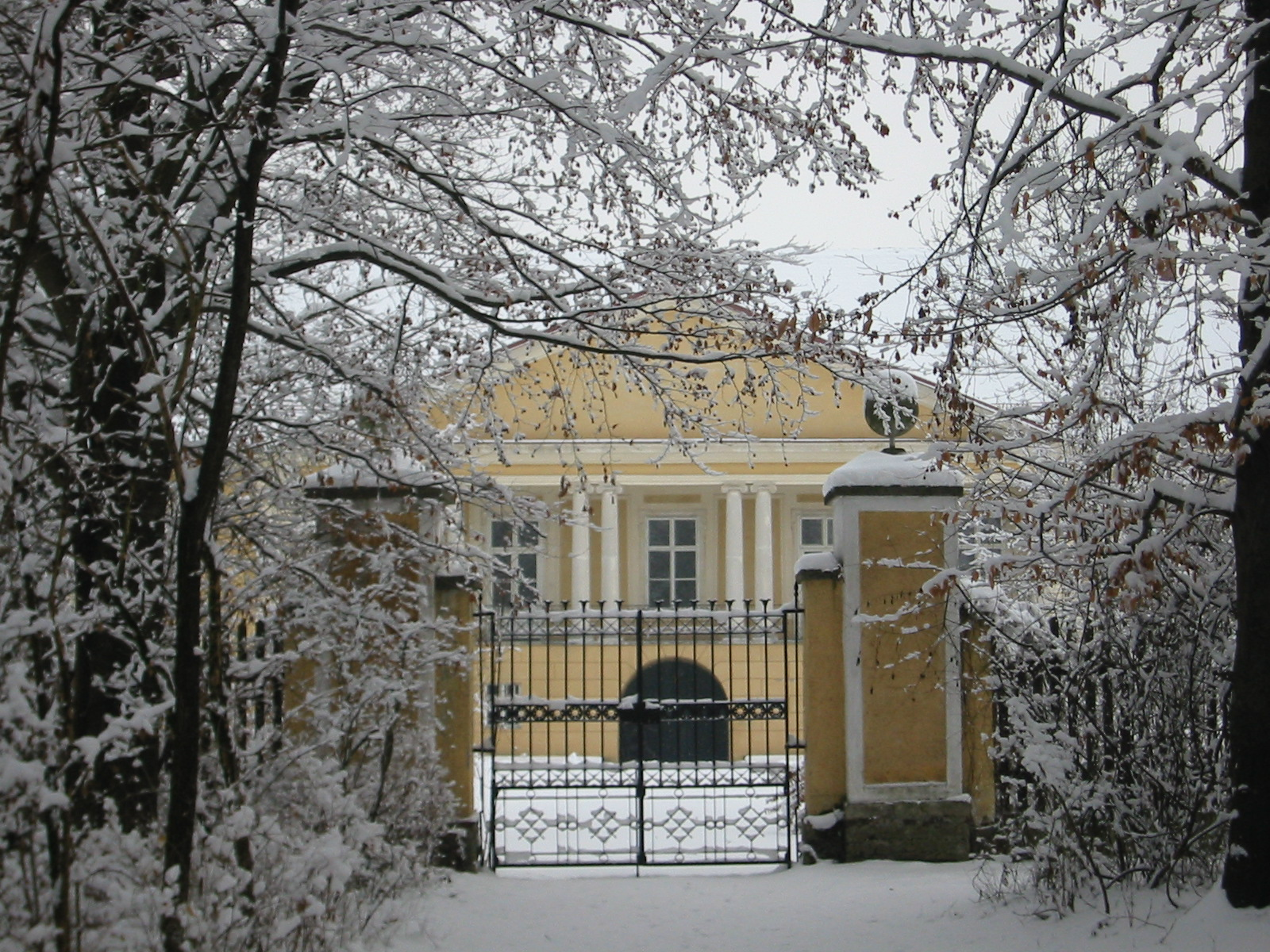
Château de Retzhof
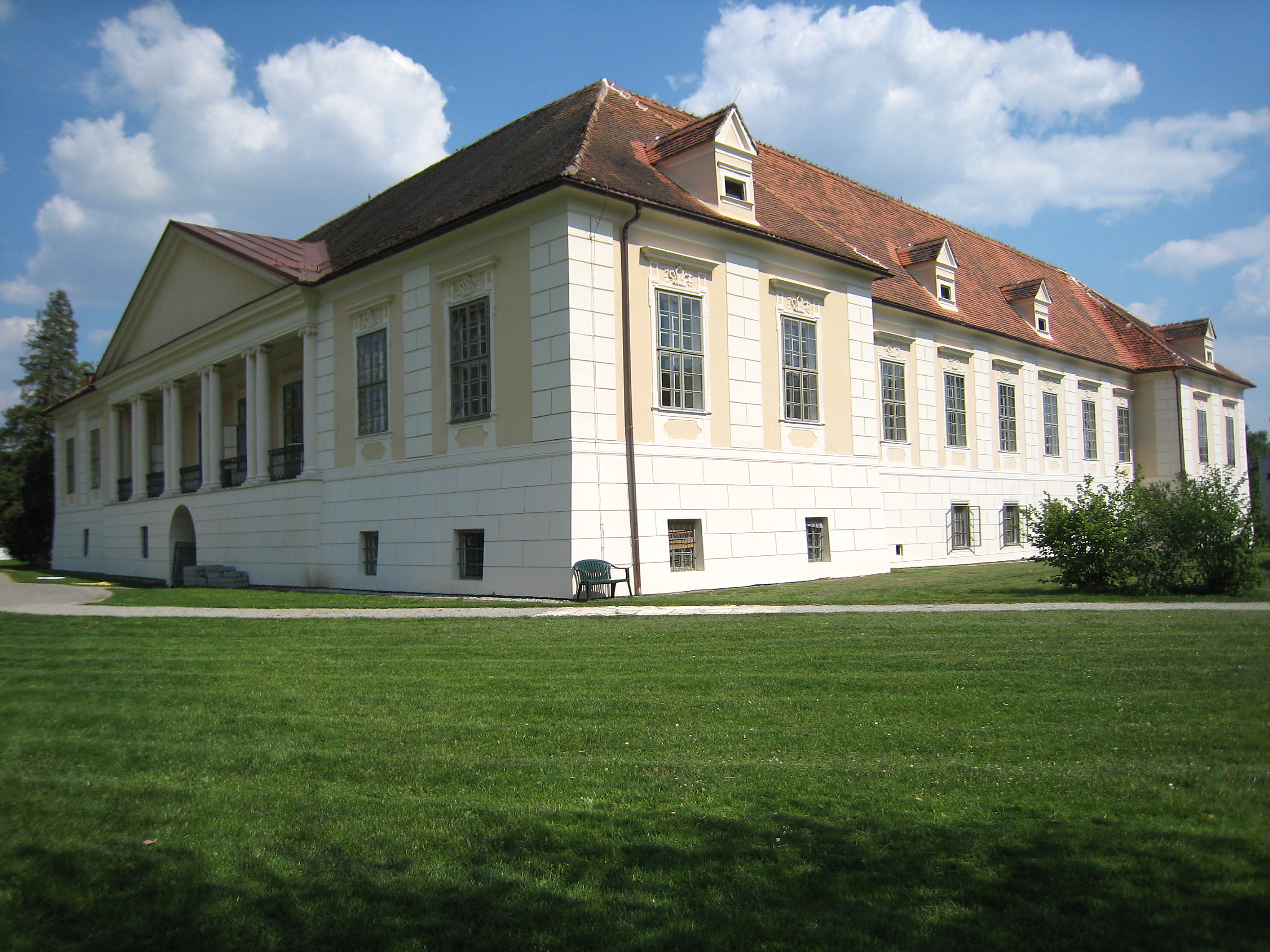
Vue du bâtiment
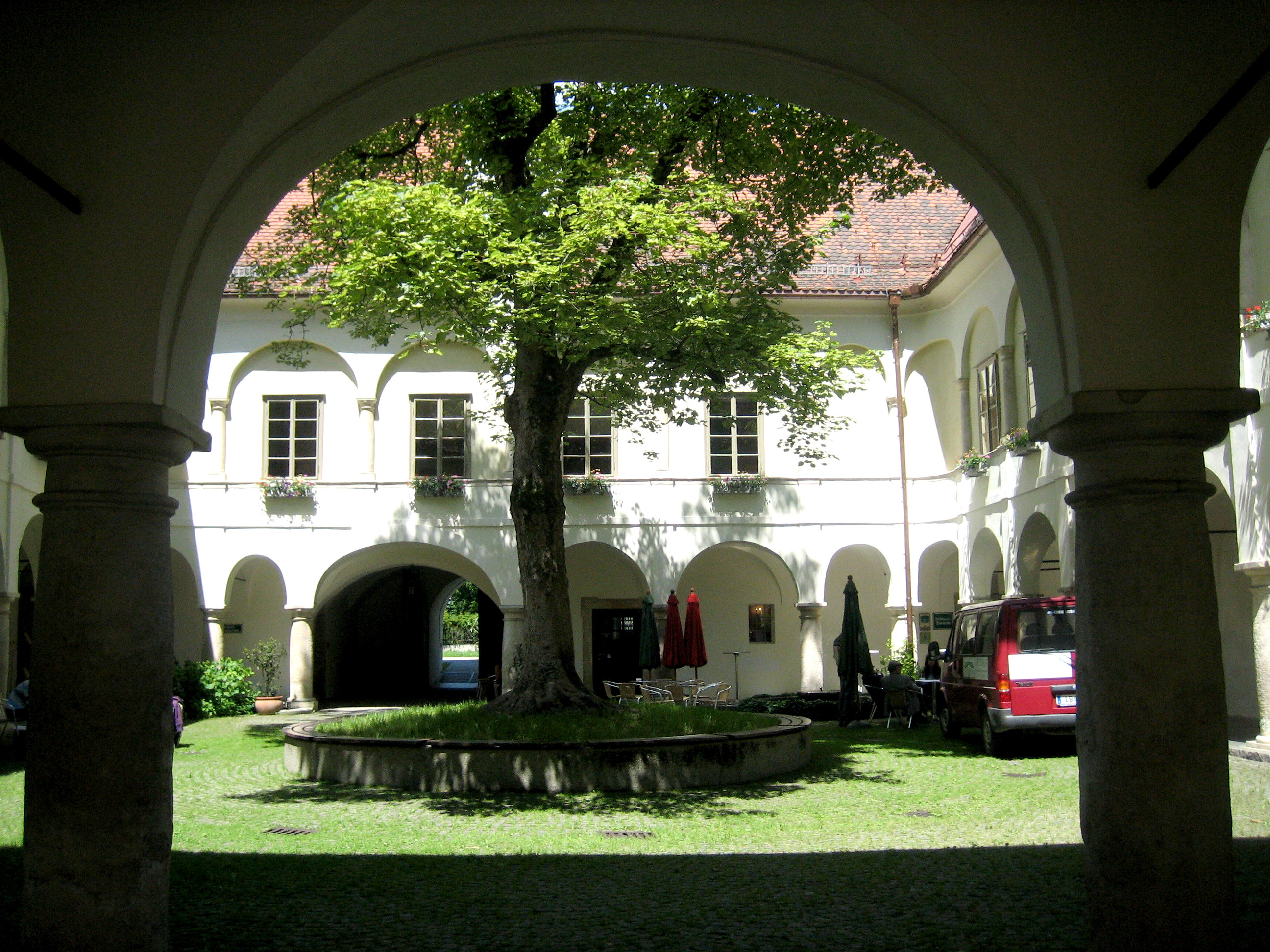
Cour intérieure